# Norah Neilson Gray
Norah Neilson Gray (16 juin 1882 - 27 mai 1931) est une artiste écossaise de l'école de Glasgow. Elle expose d'abord à la Royal Academy alors qu'elle est encore étudiante, puis montre des œuvres régulièrement au Salon de Paris et avec la Royal Academy of Scotland. Elle est membre des Glasgow Girls dont les peintures sont exposées à Kirkcudbright en juillet et août 2010.

## Jeunesse

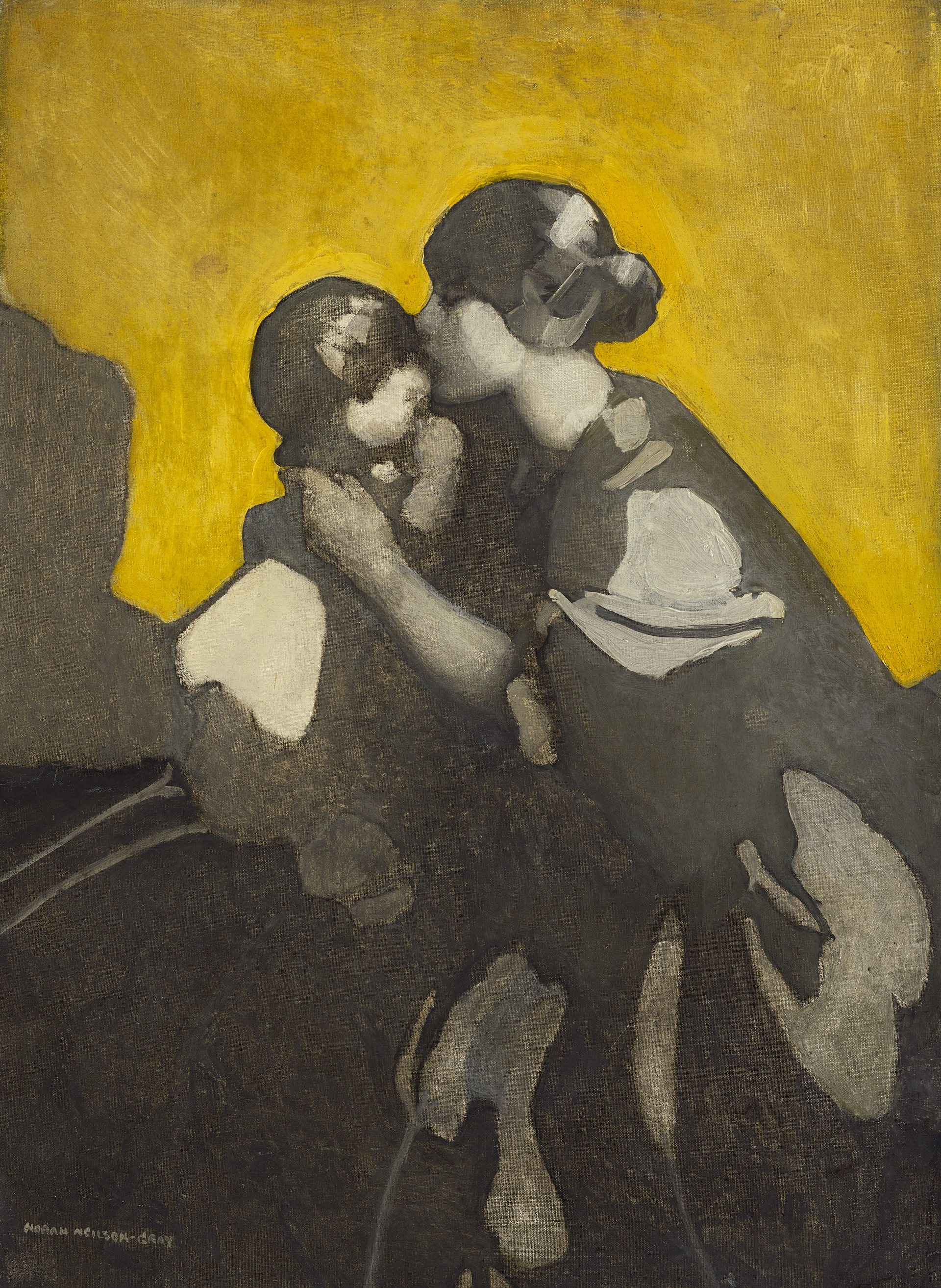
Mother and Child, 1920.

Norah Gray est née à Carisbrook sur West King Street à Helensburgh en 1882 de Norah Neilson, issue d'une famille de commissaires priseurs de Falkirk, et de George Gray, un armateur de Glasgow. Elle commence ses études avec deux professeurs d'art locaux, Misses Park et Ross, dans un atelier à Craigendoran, à l'extérieur d'Helensburgh. Gray et sa famille déménagent ensuite à Glasgow en 1901 afin qu'elle puisse fréquenter la Glasgow School of Art jusqu'en 1906. Elle est formée par les Belges Jean Delville et Francis Henry Newbery. En 1905, alors qu'elle est encore étudiante, Gray fait accepter son portrait de sa sœur Gerty pour être exposé à la Royal Academy de Londres,. Elle enseigne le dessin de gravure de mode à l'école à partir de 1906.
Gray enseigne également à l'école St Columba, Kilmacolm, qui à l'époque est une école de filles. Gray aurait été surnommée Purple Patch, en raison de son insistance sur le fait que les couleurs pouvaient être vues dans les ombres si vous regardiez correctement. En 1910, Gray expose régulièrement des portraits à la Royal Academy, au Royal Glasgow Institute of the Fine Arts et au Salon de Paris. Elle a son propre atelier à Bath Street à Glasgow et organise sa première exposition personnelle à la Warneuke's Gallery à Glasgow.
En 1914, Gray est élue membre de la Royal Scottish Society of Painters in Watercolour et illustre un volume d'œuvres de Wordsworth. Gray adopte une technique pointilliste pour sa peinture de 1914, The Missing Trawler, maintenant dans la collection de la Kelvingrove Art Gallery and Museum.

## Première Guerre mondiale

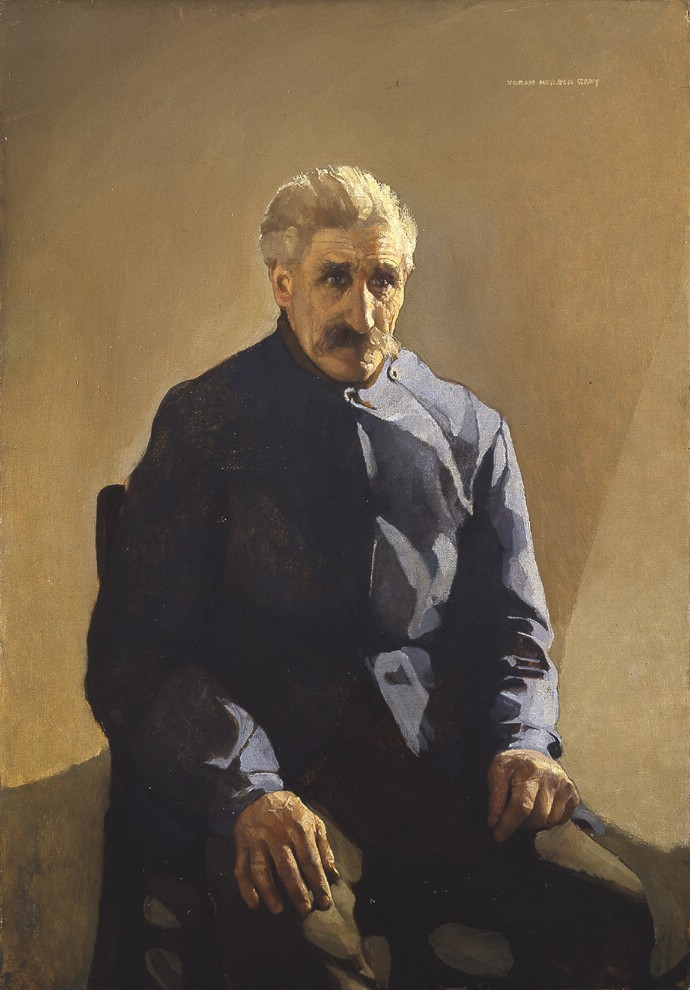
Le Belge en exil, 1915.

Pendant la Première Guerre mondiale, Gray produit certaines de ses œuvres les plus remarquables. La Charge du pays, de 1915, représente une femme et un enfant enveloppés dans un châle. Le tableau est exposé à la Royal Academy et vendu au profit de la Croix-Rouge puis donné au Royal Free Hospital. Son tableau Le Belge en exil, achevé en 1915, montre un Belge liégeois réfugié en Écosse après l'invasion de son pays. Le tableau est exposé à Glasgow en 1916, à la Royal Academy en 1917 et au Salon de Paris en 1921 où il obtient la médaille de bronze.
Pendant la guerre, Gray se porte volontaire comme infirmière dans les hôpitaux pour femmes écossais et est envoyée en France où elle trouve le temps de peindre et de dessiner. Un tableau Hôpital Auxilaire 1918 de cette époque est offert à l'Imperial War Museum mais la sous-commission du travail des femmes du Musée refuse de l'accepter et demande à la place un tableau représentant une femme médecin. Hôpital Auxilaire 1918 montre l'Abbaye de Royaumont du XIIIe siècle, près de Paris, où des femmes ont organisé un hôpital pour soigner les blessés de la guerre. Son deuxième tableau de l'Abbaye de Royaumont, intitulé The Scottish Women's Hospital In The Cloister of the Abbaye at Royaumont. Dr Frances Ivens inspecting a French patient est accepté par l'IWM en 1920,.

## Dernières années
Après la Première Guerre mondiale, Gray reprend son travail de portraitiste, peignant le plus souvent des jeunes femmes et des enfants. En 1923, Gray remporte la médaille d'argent au Salon de Paris pour son tableau La Jeune Fille. Gray est choisie pour être la première femme à rejoindre l'influent comité d'exposition du Royal Glasgow Institute of the Fine Arts.
Le 27 mai 1931, Gray meurt d'un cancer à Glasgow, à 48 ans.

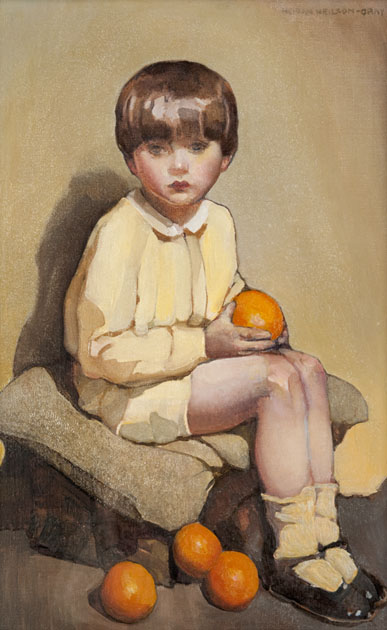
Petit Garçon aux oranges.

Les peintures de Gray font partie de plusieurs collections nationales. De juin à août 2010, se tient une exposition des Glasgow Girls qui, avec les Glasgow Boys, constituent l'école de Glasgow. Les peintures de Gray sont comprises dans l'exposition à l'hôtel de ville de Kirkcudbright[. Le tableau Little Brother est conservé à la Kelvingrove Art Gallery. En 1978, sa sœur, Tina, donne l'Hôpital Auxilaire 1918 à Helensburgh à condition qu'un lieu permanent soit trouvé pour l'exposer. Le tableau est depuis accroché dans la bibliothèque de la ville.

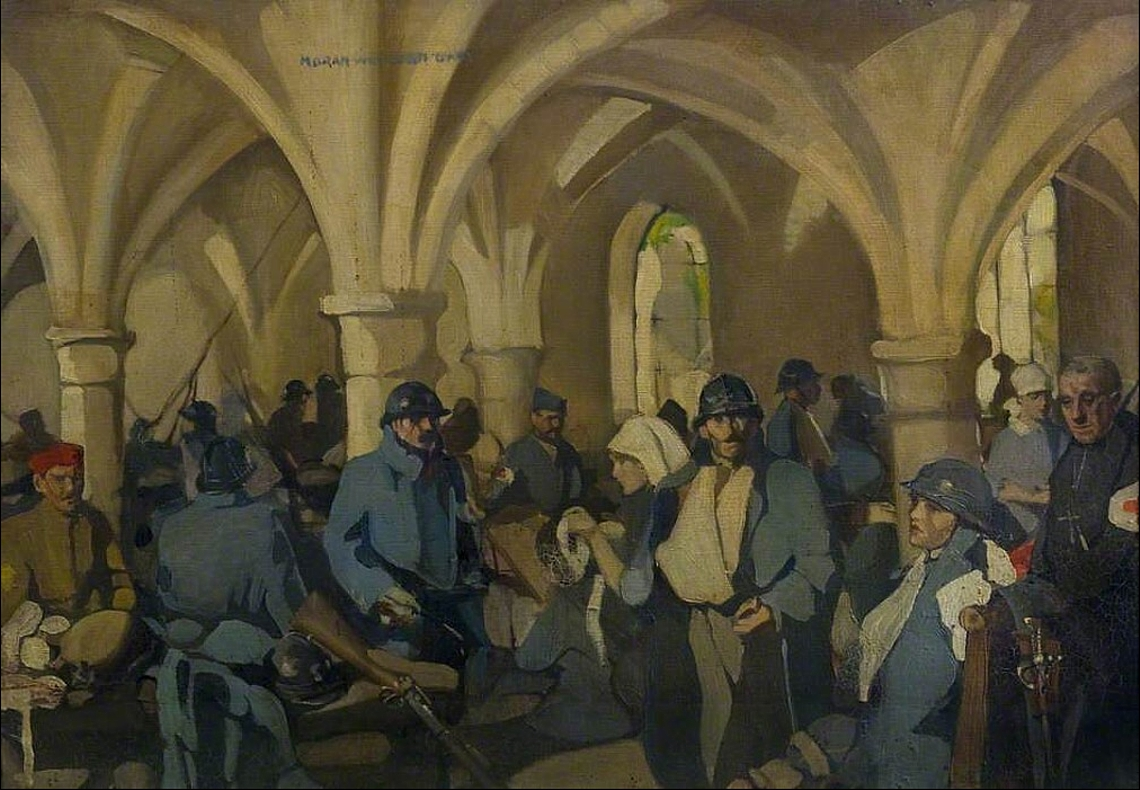
L'abbaye de Royaumont, hôpital auxiliaire d'armée no 301, peint en 1918.
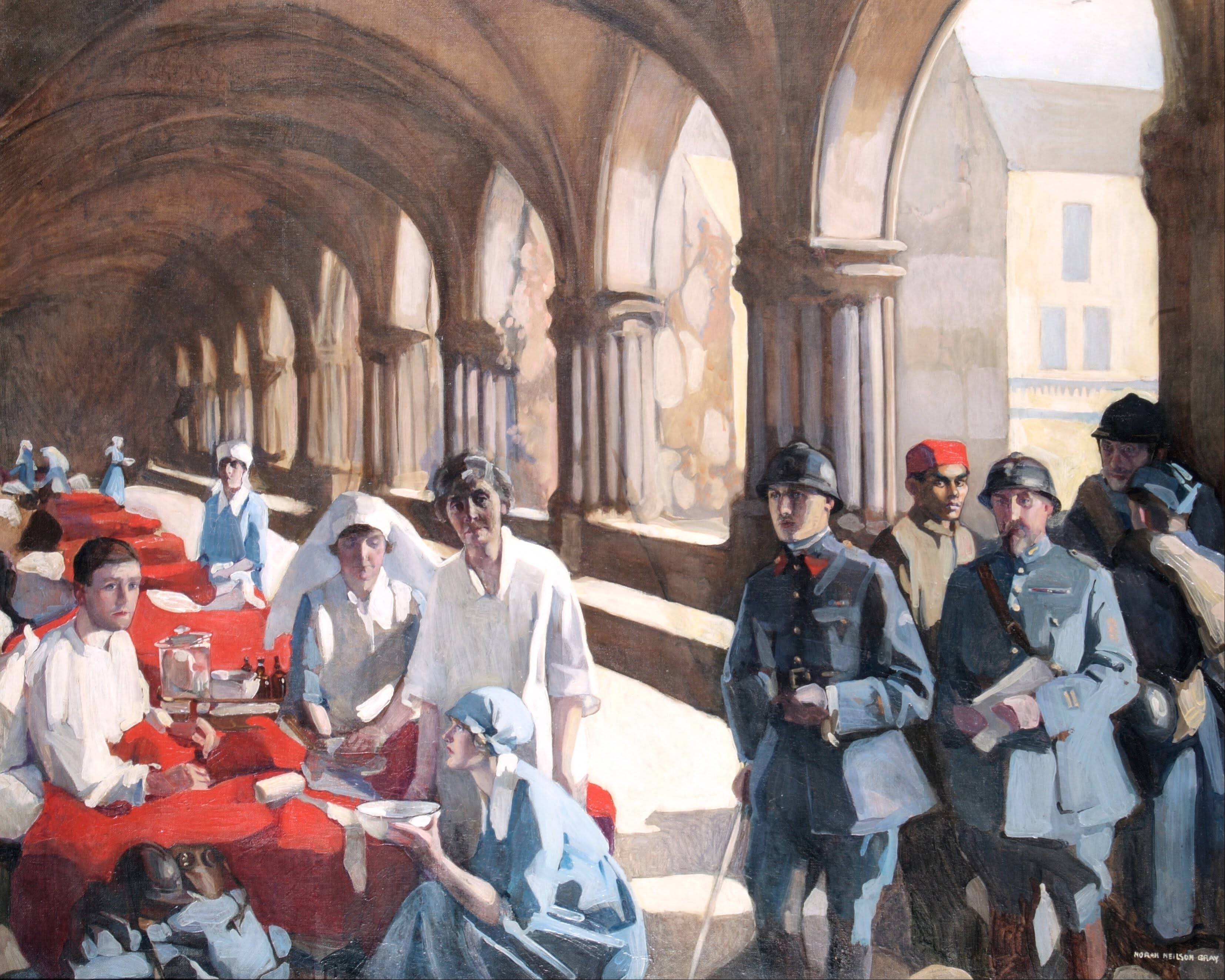
The Scottish Women's Hospital : In The Cloister of the Abbaye at Royaumont. Dr Frances Ivens inspecting a French patient.